# Kraftwerk Twinerg

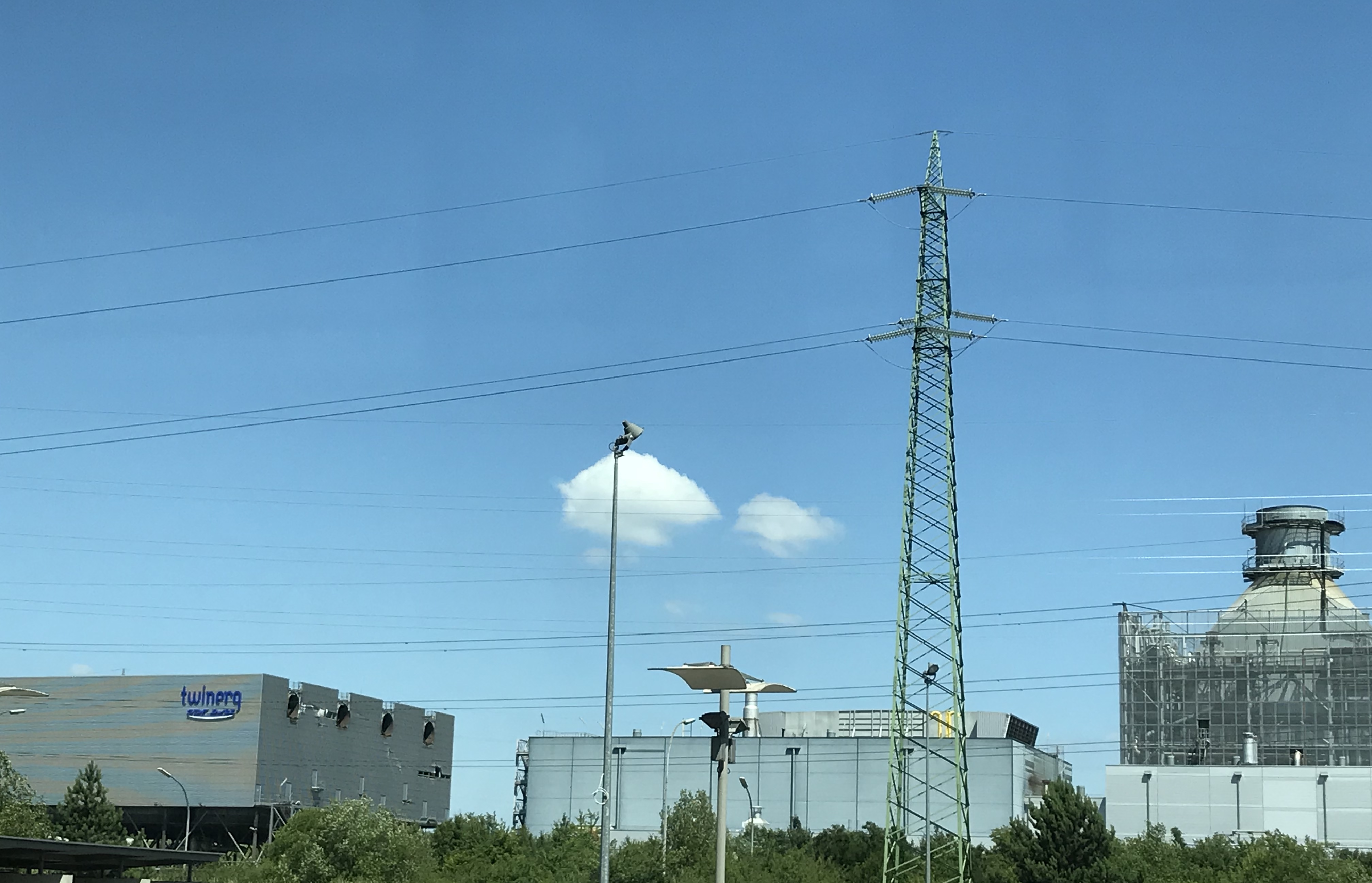
Kraftwerk bei Beginn des Abbruchs

Das Kraftwerk Twinerg (auch: Esch-sur-Alzette CCGT Power Plant Luxembourg) war ein thermisches Kraftwerk in der Gemeinde Esch-sur-Alzette in Luxemburg mit einer installierten Leistung von 375 MW. Es ist seit 2016 außer Betrieb und wird derzeit abgebrochen.

## Geschichte
Mitte der 1980er Jahre wurde eine erste Machbarkeitsstudie zur Errichtung und den Betrieb eines Gas-und-Dampfturbinen-Kraftwerks (CCGT-Anlage) erstellt. Im Dezember 1995 wurden konkrete Schritte von der Regierung eingeleitet.
Das Kraftwerk wurde ab 1998 von Cegedel, Sotel und Electrabel SA gebaut. Es war dies das erste thermische Kraftwerk, welches in Luxemburg gebaut wurde. Die Europäische Investitionsbank hat dem Betreiberunternehmen Twinerg SA den Bau der Kraftwerks mit 80 Millionen Euro finanziert. Die Gesamtkosten wurden mit rund 150.000.000 Euro (6 Milliarden luxemburgische Franc) angenommen.
2001 protestierte Greenpeace gegen das Kraftwerk und installierte symbolisch Leitungen für das inexistente Fernwärmenetz ab der Gas- und Dampfturbine (GUD) Twinerg. Die Aktivisten von Greenpeace waren der – im geschichtlichen Rückblick richtigen – Ansicht, dass die Anlage Twinerg überdimensioniert und ineffizient sei. Es könne mit kleineren Kraftwerken die gleiche Energieleistung bei geringerem Kohlendioxydausstoß erreicht werden und fehle nach wie vor das Fernwärmenetz zur Nutzung der Abwärme.
Über die Wintermonate 2015–2016 war das Kraftwerk Teil der strategischen Reserve des belgischen Stromversorgungssystems. Danach war eine weitere Nutzung als Reservekraftwerk für das belgische Stromversorgungssystem nicht mehr erforderlich.
Am 7. Juli 2016 hat der Betreiber der Anlage Twinerg entschieden, den kommerziellen Betrieb einzustellen. und im Oktober 2016 wurde die Anlage abgeschaltet.

## Beteiligungen
Das Betreiberunternehmen Twinerg SA gehörte zu 65 Prozent dem belgischen Energiekonzern Engie Electrabel, je zu 17,5 Prozent Enovos Luxembourg und ArcelorMittal Luxembourg.

## Technische Daten
Das Gaskraftwerk war ein Wärmekraftwerk in Luxemburg. Die installierte Gesamtleistung betrug 385 bzw. 375 MW. Die Anlage verfügt über einen Block von Gasturbinen. Die Anlage wurde ab 1998 erstellt und 2002 fertig gestellt. Die elektrische Energie wurde bis 2016 in das Industrienetz der Sotel und somit mittelbar über einen der beiden 220-kV-Stromkreise der Kuppelleitung Aubange-NP in das belgische Übertragungsnetz eingespeist.
Die ursprünglich geplante Laufzeit betrug 20 Jahren, die aufgrund der reduzierten Produktionsstundenzahl erst auf 25, dann auf 30 Jahre verlängert wurde. Tatsächlich betrug die Laufzeit bis zum Abbruch ab 2017 nur rund 14 Jahre.

### Allgemeines
Die CO2-Emissionen des Kraftwerks betrugen im Jahr 2008 749.260 Tonnen.

### Elektrisches Kraftwerk
- Baujahr 1998
- Erstinbetriebnahme: 7. Mai 2002
- Eröffnung: 15. November 2002
- Lieferant: Alstom
- Type: Gaskraftwerk (Combined Cycle Gas Turbine - CCGT) mit 9001FA Gasturbine KWK
- Primärenergieträger: Erdgas
- Leistung thermisch: 1 × 385 MW
- Leistung elektrisch: 375 MW[15]

### Kraft-Wärme-Kopplung
Die Fernwärme aus dem Kraftwerk wurde der Stadt Esch-sur-Alzette geliefert. Die Wärme wurde im Jahre 2008 mit einer auskoppelbaren Gesamtleistung von 28 MWth in Betrieb genommen und ist bis zum Jahre 2015 für die Fernwärmeversorgung auf eine Gesamtlast von maximal 12 MWth gelangt.
Die zur Verfügung gestellte Wärmeleistung betrug insgesamt weniger als 5 % der gesamten auskoppelbaren Wärmeleistung des Kraftwerks Twinerg. Durch die Stilllegung der industriellen KWK-Anlagen (CEDUCO, CEGYCO) sowie der Twinerg reduziert sich die thermische KWK-Leistung in Luxemburg sehr stark.
Das Fernwärmenetz wird nun mit den Gas und Heizöl befeuerbaren Kesseln des Fernwärmenetzes Sudcal beliefert.

## Umwelt
Am 8. September 2014 wurde beim Hochfahren des Kraftwerkes nach monatelangem Stillstand eine gelblich-braune Wolke ausgestoßen, die auf die umliegenden Häuser und Gärten abregnete. Wenige Wochen später, am 2. Oktober, folgte eine weitere Umweltverschmutzung durch das Kraftwerk durch eine Staubwolke. Einige Monate später, am 3. Februar 2015, wurde wiederum eine gelbliche Staubwolke emittiert (vermutlich wieder Stickstoff-Oxid).

## Gründe für die Abschaltung und den Abriss
Das Kraftwerk hätte das luxemburgische und belgische Stromsystem zur
- Deckung der Stromnachfrage (insbesondere zur Zeit der Spitzenlast) und
- Bereitstellung von Systemdienstleistungen

dienen sollen. Da der Bedarf derzeit gemäß dem luxemburgische Übertragungsnetzbetreiber Creos als auch des belgischen Übertragungsnetzbetreiber Elia nicht gegeben sei, fehlt die Systemrelevanz des Kraftwerks. Aufgrund der Markterwartungen und der mittelfristig andauernden Preissituation am elektrischen Energiemarkt sei der Betrieb von Großkraftwerken insbesondere auf Basis von Erdgas sowie generell die Errichtung neuer Kraftwerke im momentanen Marktumfeld nicht wirtschaftlich.
Dies ist eine Tendenz in vielen Ländern Europas bei Gaskraftwerken, die derzeit unter wirtschaftlichen Druck stehen, weil die Energiepreise bis 2021 niedrig waren und im Markt Überkapazitäten bestehen, wodurch viele Gaskraftwerke kaum ausgelastet und nur ein paar hundert Stunden pro Jahr in Betrieb sind. Der Restwert des Kraftwerks Twinerg in Höhe von 71,3 Millionen Euro wurde komplett abgeschrieben.